# ایتابونا
ایتابونا (به پرتغالی: Itabuna) یک منطقهٔ مسکونی در برزیل است که در باهیا واقع شده‌است. ایتابونا ۴۰۱ کیلومتر مربع مساحت و ۲۲۰٬۳۸۶ نفر جمعیت دارد.